# Cayetano Bruno
Cayetano Bruno fue un sacerdote e historiador  que nació el 31 de julio de 1912 en la ciudad de Córdoba, Argentina y falleció en Buenos Aires, Argentina, el 13 de julio de 2003. Durante casi 30 años perteneció a la Academia Nacional de la Historia de la República Argentina y se dedicó especialmente a la historia de la Iglesia en la Argentina.

## Estudios y cargos
Era hijo de los inmigrantes italianos Gaetano y Epifanía Bruno y tenía trece hermanos (Grazia, Nicolas Ignacio, Concepción, María, Asunción, Carmelo, Bartolomé, Carmen, Antonieta, Miguelina, Epifania, José y Lucía). Hizo sus estudios primarios en el Colegio Salesiano “San Pío X” e ingresó en 1924 al aspirantado Vignaud de su provincia natal. Estudiante de Teología y Filosofía del Instituto Teológico Internacional Villada, se ordenó sacerdote en Córdoba en 1936 y obtuvo su doctorado en Derecho Canónico en la Pontificia Universidad del Laterano, en Roma, en 1939. Era catequista y profesor de Derecho y Liturgia en el Instituto Villada y desde 1953 enseñó Derecho Canónico en la Universidad Salesiana de Turín y cuando aquella se trasladó a Roma fue su decano entre 1957 y  1965, lo que incluyó el período en que se realizó el Concilio Vaticano II.
De regreso en la Argentina pasó a integrar la Editorial Salesiana Don Bosco, que publicaría la mayoría de su obra.

## Obra histórica
Su obra fundamental fue la Historia de la Iglesia en la Argentina, en doce tomos publicados a lo largo de 15 años. Su trabajo era paciente y minucioso, pasó horas y horas examinando documentos originales en distintos lugares: desde el Archivo Apostólico Vaticano al Archivo General de la Nación, en Buenos Aires, pasando por el Archivo de Indias, en Sevilla; el Archivo de la Compañía de Jesús, en Roma y el Archivo Histórico Nacional, en Madrid. 
Otras de sus obras fueron El derecho público de la Iglesia en Indias (Salamanca, 1967); Los salesianos y las Hijas de María Auxiliadora en la Argentina, editado en cuatro volúmenes entre 1981 y 1988,  El aborigen americano en la Recopilación de las Leyes de Indias (Buenos Aires, 1987), Bases y concordato entre la Santa Sede y la Argentina (1947), La Virgen Generala. Estudio fundamental (1954), Para una reforma católica de la Constitución Argentina (1956), Historia Argentina (1976), Las florecillas de San Francisco Solano (1976), Las florecillas de San Martín de Porres (1981), Historia de las manifestaciones de la Virgen, Los salesianos y las Hijas de María Auxiliadora en la Argentina (1981), La religiosidad del General San Martín (1978) e Iglesia y Estado en las Indias (póstumo). 
Su disertación al incorporarse a la Academia Nacional de la Historia en 1975 titulada La historia argentina en los archivos vaticanos y romanos contenía datos valiosísimos y escasamente conocidos provenientes de informes de diplomáticos vaticanos acreditados en Argentina.
Una de sus investigaciones interesantes se refirió a  los últimos momentos de vida y a la recepción de los sacramentos de la fe católica de figuras salientes de la historia argentina.
Cayetano Bruno integraba desde 1975 la Junta de Historia Eclesiástica Argentina, era miembro correspondiente de la Real Academia de la Historia, de Madrid y en 1979 ganó el Premio Consagración Nacional. En 1994 fue galardonado con el Premio Konex - Diploma al Mérito. Falleció el 13 de julio de 2003.